# Karl-Heinz Riedle
Karl-Heinz Riedle (Weiler im Allgäu, 16 de setembro de 1965) é um ex-futebolista e treinador de futebol alemão, considerado um dos melhores atacantes da história do futebol de seu país.[carece de fontes?] Riedle, célebre por sua habilidade em jogadas aéreas, foi escolhido pela UEFA como embaixador da final da Liga dos Campeões da Uefa da temporada 2014-15 no Estádio Olímpico de Berlim.

## Carreira

### Início na Alemanha e convocação para aNationalmannschaft
Originário de Weiler im Allgäu, no sul da Alemanha, perto das fronteiras com Suíça e Áustria, Riedle deixou sua cidade natal para jogar pelo Augsburg, que em 1983 disputava a Bayernliga - liga regional da Bavária. Após ser o artilheiro do time, com 21 gols na campanha do terceiro lugar, Riedle foi contratado pelo Blau-Weiss, pequeníssimo clube que disputou em 1986-87 a sua única temporada na primeira divisão da liga alemã. Com 10 gols pelo clube berlinense, que foi o lanterna daquela temporada na Bundesliga, ele chamou a atenção do Werder Bremen.
O atacante foi uma aposta do treinador Otto Rehhagel e logo na primeira temporada com a camisa verde e branca, foi o vice-artilheiro da Bundesliga, com 18 gols, atrás apenas de Jürgen Klinsmann, que fez 24 tentos. Riedle foi fundamental para que a equipe faturasse seu segundo título alemão e conquistasse, de forma inédita, a Copa da Alemanha. Com estas credenciais, recebeu convocações para as seleções olímpica e principal da então Alemanha Ocidental.
Pelo time de Bremen, Riedle atingiu uma boa média de gols na Bundesliga, com 38 em 86 jogos, distribuídos entre três temporadas. Após a Copa de 1990, Riedle permaneceu na Itália: a Lazio pagou 13 milhões de marcos alemães ao Werder Bremen e ficou com o atacante.

### Passagem pela Lazio e auge da carreira
À época da contratação de Riedle, a Lazio atravessava um período ruim, que incluiu três temporadas seguidas na Serie B. A chegada do alemão, simultânea à do técnico Dino Zoff, tinha o objetivo de fazer os celestes brigarem na parte mais alta da tabela, o que não acontecia desde meados dos anos 1970. Riedle substituiu o brasileiro Amarildo como o terceiro estrangeiro do elenco, que já tinha o argentino Pedro Troglio, vice-campeão mundial, e o uruguaio Rubén Sosa, principal estrela da companhia. O elenco, como um todo, porém, era bem limitado: fora os estrangeiros, só os defensores Cristiano Bergodi e Angelo Gregucci e o meia central Gabriele Pin tinham alguma relevância.
Com isso, a primeira temporada do alemão na Itália acabou com uma pífia 11ª colocação para a Lazio. Riedle também não teve a mesma facilidade que na Bundesliga e anotou apenas nove gols. Na temporada seguinte de 1991-92, e mais adaptado, o atacante melhoraria seus números. Outras razões para essa subida de produção foram as contratações de Giovanni Stroppa e do conterrâneo Thomas Doll, que qualificaram o abastecimento do ataque laziale. Riedle e Sosa formaram uma das parcerias mais interessantes da Serie A e terminaram a temporada com 13 gols cada um. O alemão começou bem: o primeiro do ano saiu no dérbi contra a Roma, na sexta rodada.
Ao longo daquela campanha, o atacante mostrou toda sua categoria no jogo aéreo e foi considerado um dos melhores na função no país, mesmo com apenas 1,80 m. Riedle se destacou não apenas fazendo gols, mas também assistindo seus companheiros. Porém, novamente a equipe decepcionou e terminou o campeonato apenas na 10ª colocação.
Em 1992-93, a Lazio mudaria de patamar. O empresário Sergio Cragnotti, dono da empresa alimentícia Cirio, havia comprado o clube em fevereiro e pela primeira vez investiria no mercado, contratando jogadores como Diego Fuser, Aron Winter, Paul Gascoigne e Giuseppe Signori. Riedle perdeu o entrosamento com Sosa, mas em contrapartida, ganhou um time, que ficou na quinta posição da Serie A e se classificou para a Copa Uefa. Jogando de forma mais coletiva, o alemão abriu mão do protagonismo no ataque e atuou mais como garçom para Signori, que colocou 26 bolas na rede. Riedle marcou oito vezes na temporada.
Após três temporadas, 96 jogos e 32 gols, Riedle acabou deixando a Lazio. O atacante foi negociado com o Borussia Dortmund, então vice-campeão da Copa Uefa – foi derrotado pela Juventus na final. No retorno à Alemanha, Riedle não voltou a marcar mais de 10 gols numa temporada, mas continuou jogando bem e disputou a Copa de 1994 pela Nationalmannschaft.
No Borussia, o alemão formou dupla de ataque com o suíço Stéphane Chapuisat e ajudou na conquista do bicampeonato alemão em 1994-95 e 1995-96. Na Copa Uefa, Riedle ainda reencontrou sua vítima favorita na Itália, a Juventus, contra a qual marcou quatro gols, mas acabou vendo o time bianconero eliminar a sua equipe na semifinal. A revanche contra a Vecchia Signora viria logo na temporada seguinte, no grande momento da carreira do atacante. Com dois gols apenas no primeiro tempo, Riedle foi o grande nome da final da Uefa Champions League de 1997, contra a Juventus, e levou o Dortmund ao seu único título europeu. O outro tento do Dortmund foi apontado por Lars Ricken. 

### Passagem no futebol inglês e aposentadoria
Após o título europeu, Riedle se aventurou na Inglaterra, para jogar no Liverpool, em uma transferência avaliada em 1,8 milhões de libras. Mas não foi muito utilizado porque o jovem Michael Owen caiu nas graças dos fãs de futebol no mundo todo, virando rapidamente um dos melhores atacantes do período. Após dois anos em Anfield, o alemão acertou com o Fulham, que então estava na segunda divisão. Pelo clube londrino, Riedle teve sua única experiência como treinador, de forma interina: já no final da temporada, acumulou as funções de jogador e técnico. No ano seguinte, já com Jean Tigana no comando, o atacante fez sua última temporada como profissional em 2001 e se despediu do futebol dando uma alegria para a torcida dos Cottagers, que ficaram com o título da Football League e retornaram à Premier League.

## Carreira na seleção
Sua estreia na seleção principal foi em 1988, frente à Finlândia, em partida das eliminatórias da Copa de 1990. A sequência em alto nível e a artilharia da Copa Uefa de 1989-90 levaram o atacante à Copa do Mundo de 1990, da qual participou de quatro partidas – apenas uma como titular, nas quartas de final contra a Checoslováquia, devido à suspensão de Rudi Völler. . Ele foi um dos melhores marcadores do Campeonato da Europa de 1992, onde marcou três golos, dois dos quais no jogo das meias-finais da competição contra a Suécia. Contudo, a Alemanha acabou por perder a final do Euro 92 frente à Dinamarca. Riedle ainda jogaria a Copa de 1994, sua última competição de seleções.

## Títulos
Werder Bremen
- Bundesliga: 1987–88
- Supercopa da Alemanha: 1988

Borussia Dortmund
- Bundesliga: 1994–95, 1995–96
- Supercopa da Alemanha: 1995, 1996
- Liga dos Campeões da UEFA: 1996–97

Fulham
- Segunda Divisão Inglesa: 2000–01

Seleção Alemã
- Copa do Mundo: 1990

## Prêmios Individuais
- Artilheiro da Copa da UEFA 1989–90
- Artilheiro da Eurocopa 1992: 3 gols